# Parco nazionale delle Quirimbas
Il parco nazionale delle Quirimbas è  un'area naturale protetta situata nella provincia di Cabo Delgado del Mozambico: comprende la parte meridionale dell'arcipelago delle isole Quirimbas e una vasta area terrestre nei distretti di Macomia, Quissanga e Meluco.

## Storia
Il parco è stato istituito nel giugno del 2002. 

Tra il 2005 e il 2010, lo sviluppo del parco nazionale delle Quirimbas è stato oggetto di una grande progetto integrato multifondo, supportato dal WWF, dal fondo di cooperazione danese (DANIDA) e dall'agenzia francese per lo sviluppo (Agence française de développement).
Gli obiettivi del programma comprendevano: lo studio della biodiversità, la formazione del personale del parco; la costruzione di infrastrutture; lo sviluppo del turismo a livello di comunità; lo sviluppo di attività di integrazione del reddito per le popolazioni del parco e la formazione delle comunità stesse.

## Territorio

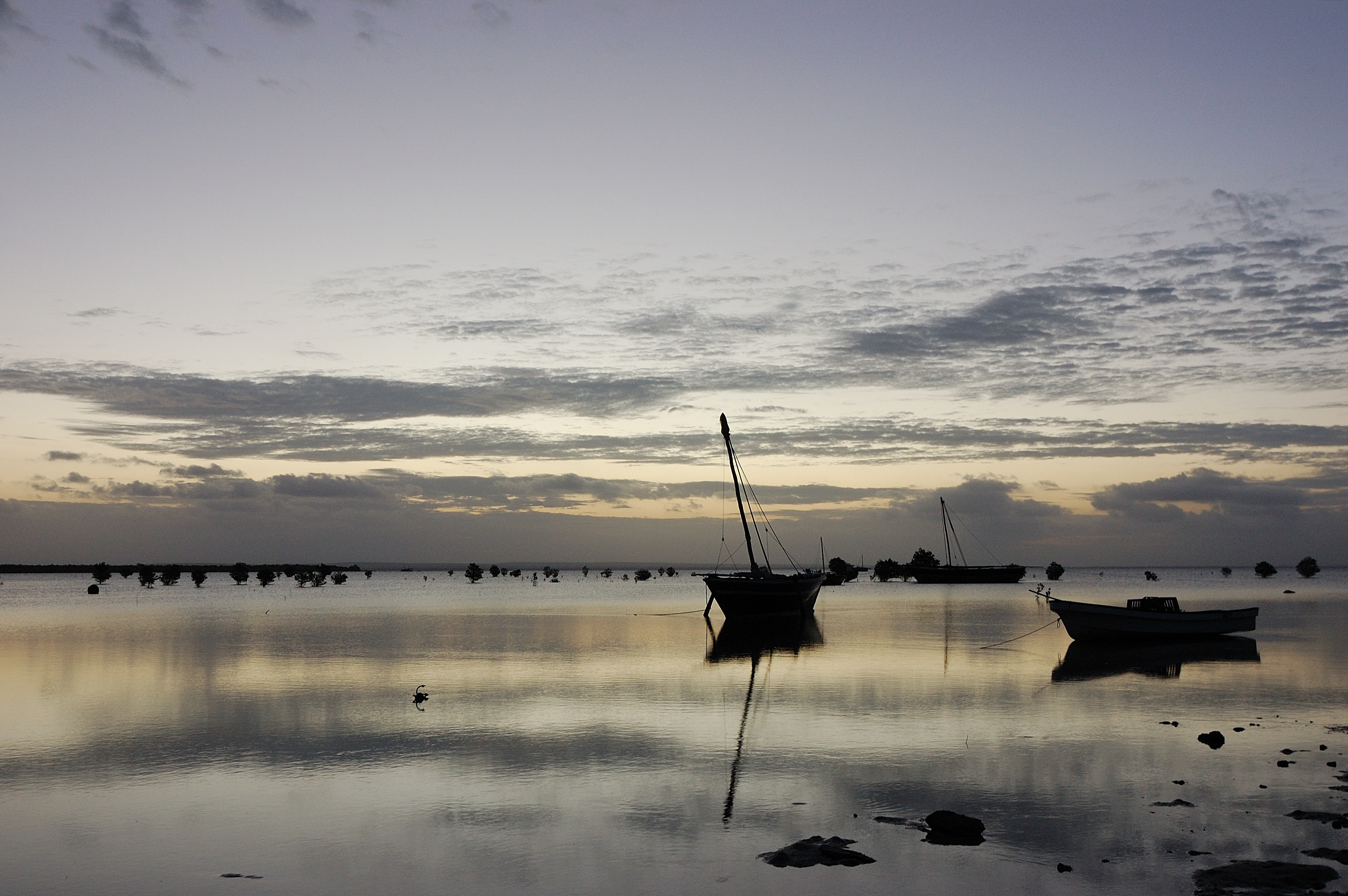
Tramonto sull'isola di Ibo

Si estende per 110 km lungo la costa nordorientale del Mozambico e comprende le 11 isole meridionali delle Quirimbas, tra cui: Ibo, Mefunvo, Meteno, Quirimba, Quisiva e Tavari.

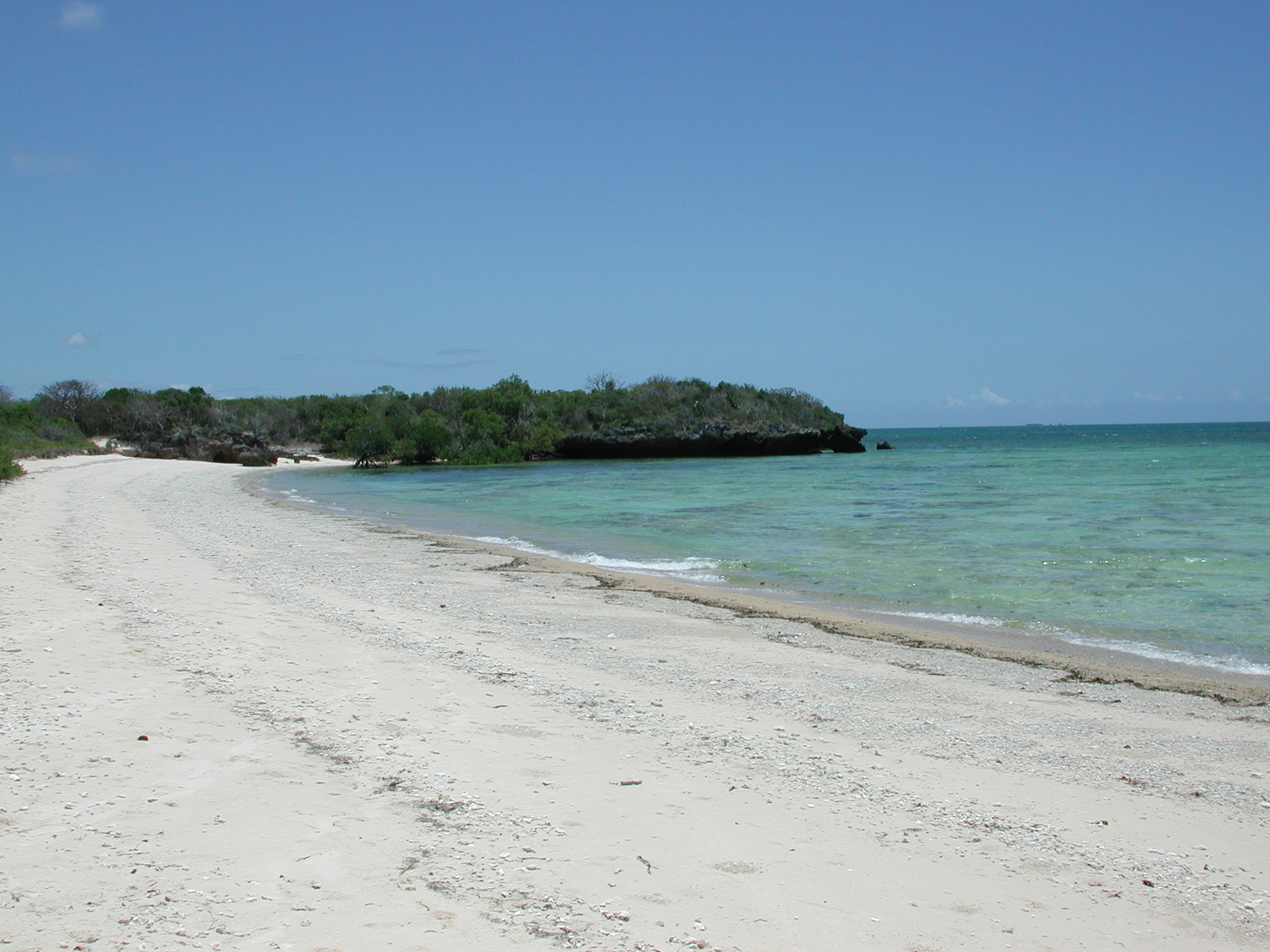
Spiaggia di Quilalea

Il parco pone sotto protezione un'area di 750.000 ettari di foresta costiera, mangrovieto e barriera corallina di cui circa 150.000 di terre emerse oltre a una superficie marina di 600.000 ettari.
La regione è rimasta isolata per decenni, a causa degli attacchi terroristici che hanno contraddistinto il primo periodo dopo l'indipendenza del Mozambico.
Sulla base della classificazione in ecoregioni fatta dal WWF, il parco delle Quirimbas contiene tre ecoregioni terrestri (foresta a mosaico di Zanzibar-Inhambane settentrionale; mangrovia dell'Africa orientale; miombo) e una marina (regione marina dell'Africa orientale).

### Clima
Il parco ha un clima tropicale, con un'epoca di piogge tra dicembre e aprile e un'epoca secca da maggio a settembre. 
La temperatura giornaliera oscilla dai 25 ai 35 °C e la temperatura dell'acqua varia dai 24 ai 27 °C.

## Flora
Anche la foresta costiera contiene specie endemiche in parte sconosciute o poco studiate. La parte di miombo, sulla terraferma, comprende specie di alto valore commerciale quali la umbila (Pterocarpus angolensis), il chanfuti (Afzelia quanzensis) e il jambire (Milletia versicolor), il cui taglio è autorizzato solo a alcune imprese di Pemba. Nei distretti di Ibo e Quissanga si è sviluppata la mangrovia, che comprende 8 specie differenti e copre 39 km².

## Fauna
Sulla terra, si trovano popolazioni in buona salute di elefanti, leoni, leopardi, coccodrilli e licaoni.
Gli habitat compresi nel parco presentano una buona diversità, comprendendo aree di montagna, foresta, miombo, savana, mangrovie, spiagge, barriere coralline e praterie sottomarine.
Il parco presenta una ricca diversità di specie marine, tra cui quattro cinque specie testuggini marine, la balena di Humpback (Megaptera novaeangliae), i dugonghi e molte specie di pesci e molte specie di conchiglie (Lamellibranchi e Gasteropodi) di cui un paio in pericolo di estinzione (Chariona tritonis e Tridacna squamosa).
Sono state identificate 375 specie di pesci, comprese alcune specie vulnerabili quali il pesce pipa e i cavallucci marini.

## Accessi
L'accesso alle isole Quirimbas si può fare a partire da Pemba, capitale provinciale collegata per via aerea a Maputo, e da lì usando aereo-taxi locali (aeroporto locale sull'isola di Ibo - codice IATA = IBO) o per via marittima.
Le strutture di accoglienza per i turisti vanno da capanne allineate lungo la spiaggia con comfort di base, fino a ville lussuose sistemate sull'isola disabitata di Medjumbe.